# Druckübersetzer

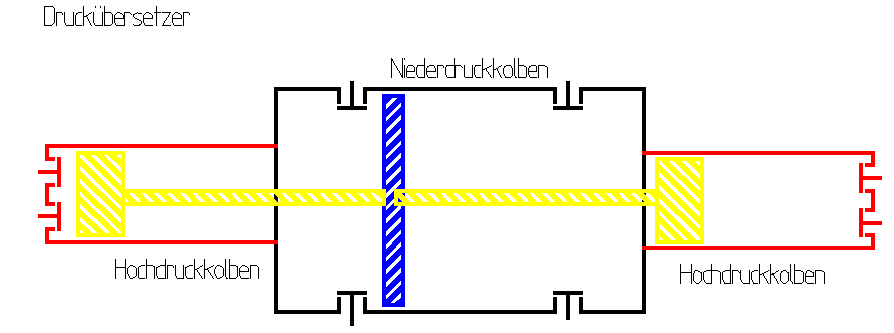
Druckübersetzer (Aufbau)

Ein Druckübersetzer (auch Booster) ist eine Freikolbenmaschine zur Änderung (in der Regel: Erhöhung) eines Arbeitsdruckes p1 zu einem Arbeitsdruck p2. Diese Drücke verhalten sich dabei wie die Flächen der Kolben A1 (Primärdruck) zu A2 (Sekundärdruck). Die Druckübersetzer arbeiten diskontinuierlich mit einem einzelnen Hub (etwa für das Hydroforming) oder kontinuierlich in stetiger Bewegung. Die Volumenströme verhalten sich dagegen proportional zur Kolbenfläche.
Druckübersetzer werden eingesetzt, wenn man besonders hohe Drücke einfach erzeugen will. Es sind Druckübersetzer für den diskontinuierlichen Betrieb bis 12.000 bar ausgeführt worden, für den kontinuierlichen Betrieb bis 6000 bar. Sie werden für Berstprüfungen, für die Autofrettage, Hydroforming (Innenhochdruckumformung), Pressen und in Wasserstrahlschneidanlagen benutzt.
Dabei stellen sie gleichzeitig einen Medienwandler dar, da das Primärmedium von dem Sekundärmedium getrennt bleibt. Gebräuchliches Primärmedium ist Druckluft. Sekundärmedium ist meist Öl oder Wasser.